# Kjellbergnuten
Kjellbergnuten är en bergstopp i Antarktis. Den ligger i Östantarktis. Norge gör anspråk på området. Toppen på Kjellbergnuten är 2 130 meter över havet, eller 211 meter över den omgivande terrängen. Bredden vid basen är 1,8 km.
Terrängen runt Kjellbergnuten är varierad. Trakten är glest befolkad. Närmaste befolkade plats är Borga forskningsstation, 4,6 kilometer söder om Kjellbergnuten.